# Castillo de Bad Homburg

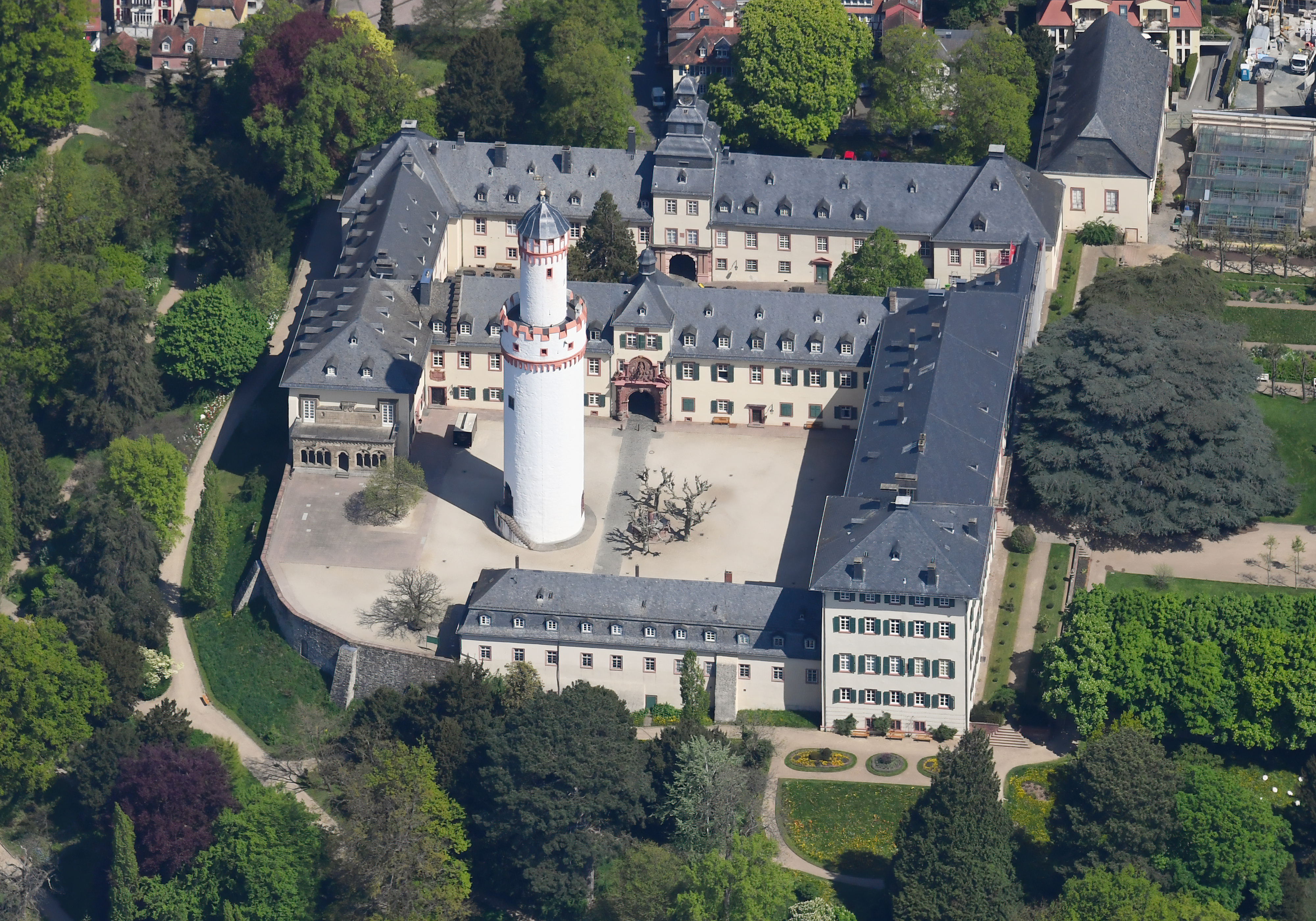
Vista aérea

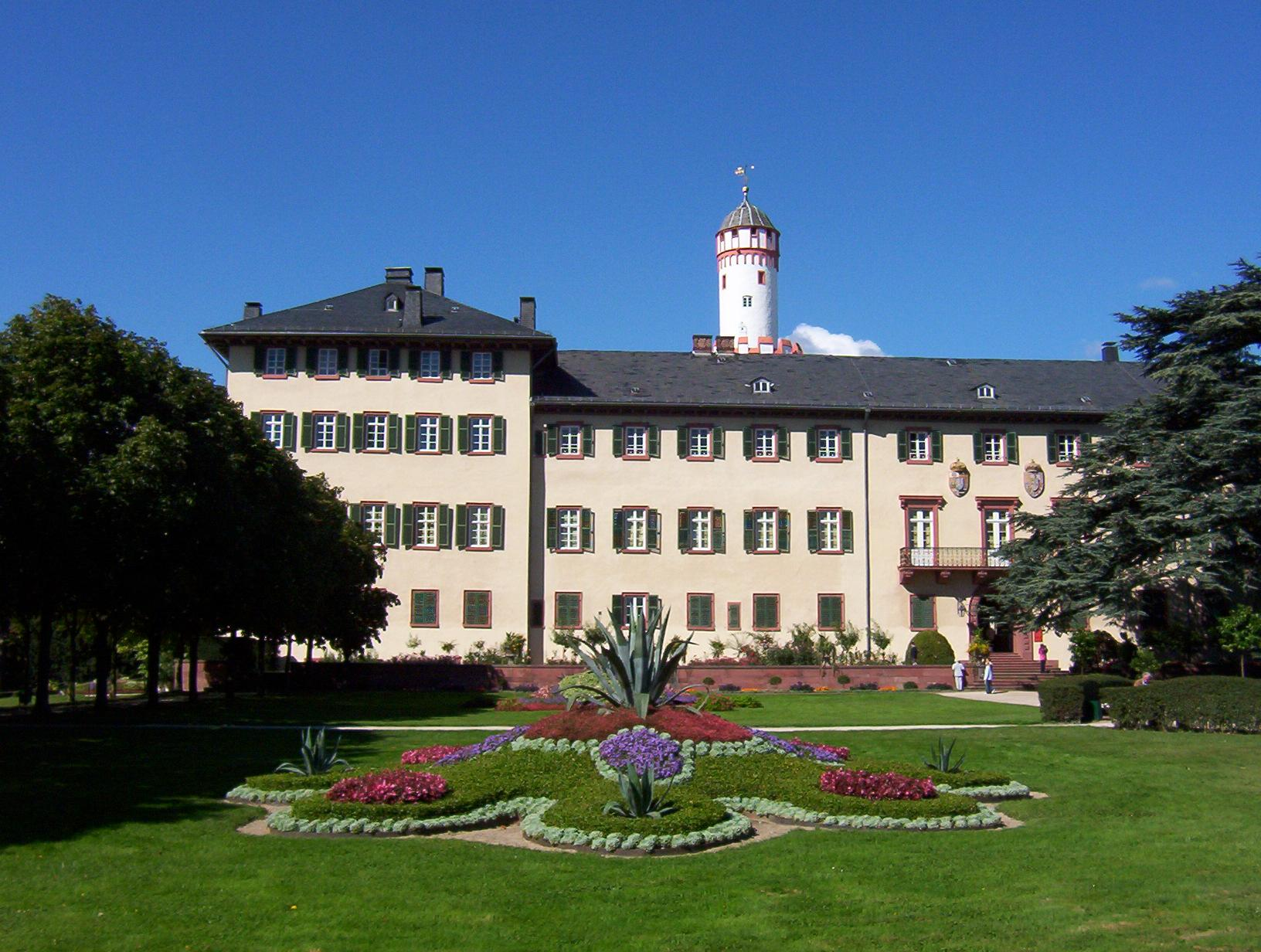
Vista desde el parque

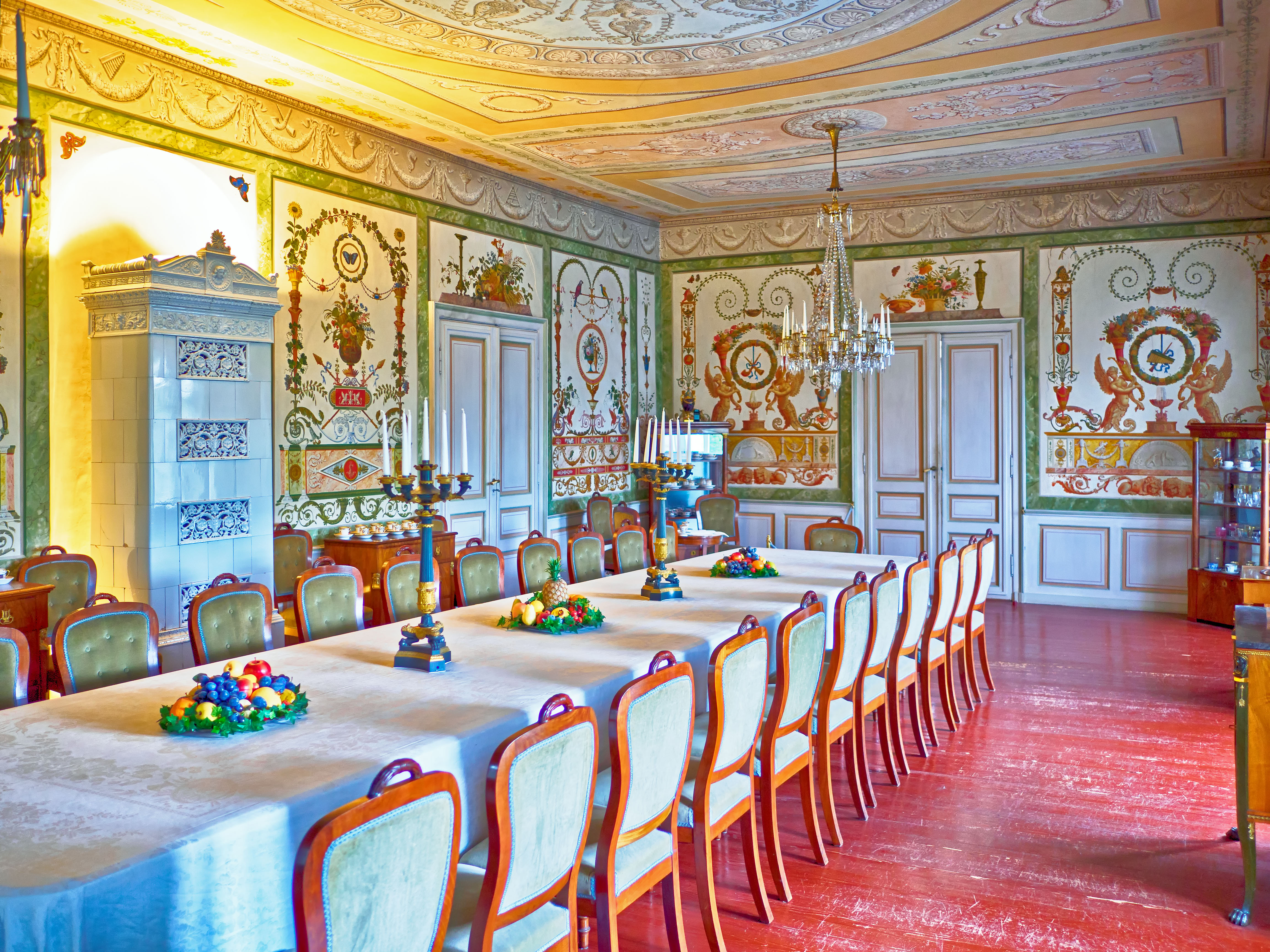
Comedor del palacio

El castillo de Bad Homburg o palacio de Bad Homburg (Schloss Bad Homburg) es un schloss de en la ciudad alemana de Bad Homburg vor der Höhe, originalmente residencia de los landgraves de Hesse-Homburg, 

## Historia
El complejo está ubicado donde anteriormente hubo un castillo defensivo del siglo XII.
Todo excepto el torreón fue demolido en 1660 por el landgrave Federico II de Hesse-Homburg. Reemplazó así el viejo castillo por uno palaciego diseñado por Paul Andrich entre 1680 y 1685. Los parques y jardines fueron remodelados paisajísticamente en los siglos XVIII y XIX, incluyendo la ampliación de la Casa Gótica.
Fue heredado por Hesse-Darmstadt después de la anexión prusiana de Hesse-Homburg en 1866 tras la guerra austro-prusiana, convirtiéndose en residencia de verano de los reyes de Prusia, con que se adjudicó las funciones de un palacio. Guillermo I estuvo en él varias veces, como lo hizo su hijo y sucesor Federico III y la esposa de este, Victoria. Era una de las residencias favoritas de Federico, quien, lo mismo que sus sucesores, lo mejoró con los años incorporando baños, salas de teléfonos y electricidad; en esos años también se fusionaron algunas habitaciones. Después de 1918 fue administrado por el Estado prusiano, y a partir de 1945 por Hesse. Desde 1947 alberga la Verwaltung der Staatlichen Schlösser und Gärten Hessen (Administración de los palacios y parques del Estado de Hesse).